# Сафонов, Дмитрий Геннадьевич
Дми́трий Генна́дьевич Сафо́нов (род. 4 декабря 1968 года, Красноярск) — российский писатель, драматург.

## Биография
Родился в Красноярске. С 1982 года живёт в Москве. Первые писательские попытки начал делать ещё в школе в 8-м классе, когда попытался написать свой первый роман, но очень скоро забросил его. В дальнейшем делал лишь краткие записи в виде стихов, прозы или песен. 
С 1985 года учился в Московском физико-техническом институте, но в 1987 году ушёл в армию (Кантемировская дивизия) до 1989 года. После учился в Инженерно-строительном институте, но в конечном итоге в 1992 году поступил в Московский государственный медико-стоматологический университет, который окончил в 1999 году, получив дипломы врача-рентгенолога, врача-терапевта и мануального терапевта. Но, начав работать по специальности, Дмитрий стал пробовать другие профессии и успел поработать грузчиком, сварщиком, водителем, радиомонтажником, массажистом, дворником и старшим лаборантом на Кафедре лучевой диагностики того же МГМСУ (2001—2003 гг.), прежде чем окончательно понял, что хочет быть писателем.
Когда стала доступна западная литература, то большое влияние на его будущее творчество оказали Майкл Крайтон и Стивен Кинг. Четыре раза участвовал в викторине «Своя игра», где, во время своей третьей игры в 1999 году, выиграл небольшую денежную сумму и потратил её на приобретение пишущей машинки, на которой и напечатал свой литературный дебют-роман «Человек без тени», который в том же году выпустило издательство Эксмо. После этого в его творчестве случилась затяжная пауза и следующий роман «Радио судьбы» он выпустил только в 2004 году. Автор трилогии романов-катастроф «Башня», «Метро» и «Эпидемия». Под псевдонимом Александр Белов в 2005 году написал романы «Похищение Европы» и «Тень победы» по мотивам телесериала «Бригада».

## Экранизации
21 февраля 2013 года состоялась премьера художественного фильма-катастрофы «Метро» по одноимённому роману (продюсерская компания Игоря Толстунова «ПРОФИТ»). По сравнению с книгой сюжет значительно изменён: в частности, в нём присутствует вымышленная станция «Бородинская», а сами съёмки проводились в Самарском метрополитене.

## Личная жизнь
Женат на Ольге Сафоновой. В браке родились сыновья Дмитрий (род. 27 сентября 2016) и Денис (род. 15 ноября 2018). От предыдущего брака есть сын Дмитрий (род. 6 декабря 1997).